# El país de las mujeres (1998)
El país de las mujeres é uma telenovela venezuelana exibida em 1998 pela Venevisión.

## Elenco
- Ana Karina Manco -  Mariana Campos Gómez
- Víctor Cámara -  Camilo Reyes
- Caridad Canelón -  Arcadia Gómez de Peña
- Carolina Perpetuo -  Miranda Fuentes Gómez
- Viviana Gibelli -  Pamela Fuentes Gómez
- Nohely Arteaga -  Julia Gallardo Gómez
- Lourdes Valera -  Chiqui Gallardo Gómez
- Jean Carlo Simancas -  Fabián Aristimuño
- Orlando Urdaneta -  Jacobo Reyes
- Aroldo Betancourt -  Rodolfo Matamoros
- Ana Castell -  Sagrario de Sánchez
- Miguel Ángel Landa -  Arsenio Peña
- Elba Escobar -  Catalina Marino de Falcon
- Gustavo Rodríguez - Comisario, Lucas Falcón
- Pedro Lander -  Manrique
- Gabriela Vergara -  Almendra Sánchez
- Elisa Escámez -  Cienfuegos
- Roberto Lamarca -  Tino Urutia
- Yanis Chimaras -  Raymond Ruiz
- Luis Gerónimo Abreu -  Salvador Falcón
- Pedro Durán -  Próspero Sánchez
- Raúl Amundaray -  Cuenca
- Fabiola Colmenares -  Sandra
- Tatiana Capote -  Ella misma
- Amanda Gutiérrez -  Natalia Gomez
- Mauricio González -  Felicio Campos
- Natalia Capelletti - Cristina, amiga de Salvador